# Jorge Hieronymus
Georg Hans Emmo Wolfgang Hieronymus, también conocido como Jorge Hieronymus (Schöneiche bei Neumarkt, Silesia, 15 de febrero de 1845 – Berlín, 18 de enero de 1921) fue un botánico alemán, que desempeñó parte de su carrera en Argentina.

## Juventud
Huérfano de padre a los ocho años, cursó el gymnasium en el convento de Görlitz. En 1868 comenzó estudios de medicina en Zúrich, pero abandonó la carrera por las ciencias naturales y se trasladó a Berna a seguir esta disciplina, continuando luego sus estudios en Berlín y Halle. En 1872, mientras realizaba trabajos sobre la Euphorbia y las Centrolepidaceae para su disertación doctoral, recibió una oferta de Pablo Lorentz, a la sazón profesor en la Universidad Nacional de Córdoba, para trasladarse allí como su ayudante. Aceptó el trato y abandonó la carrera (obtendría luego el título de doctor por la Universidad de Chile), llegando a Córdoba en septiembre de 1872.
Apenas llegado, tuvo oportunidad de unirse a una expedición hacia el noroeste organizada por Lorentz, atravesando Catamarca, Tucumán y Salta hasta llegar a Bolivia. Del viaje de 16 meses recogió apuntes que publicó en 1874 en el Boletín de la Academia Nacional de Ciencias, con el título de Observaciones sobre la vegetación de la Provincia de Tucumán.

## Docencia y obra
Reunió luego grandes colecciones de flora de las serranías. Junto con los ejemplares recolectados por Lorentz, formaron estos la base del herbario que enviaron a Grisebach en Gotinga, y cuya identificación se publicó con el nombre de Symbolae ad floram argentinam en 1879. Acompañó el envío del herbario para buscar a su prometida, Eva Jaeschke, que lo acompañó en su regreso a Córdoba.
Publicó varias monografías sobre flores, destacándose una sobre Lilaea subulata. En 1881 vio la luz un catálogo de las plantas de utilidad etnobotánica en Argentina, titulada Plantae diaphoricae florae argentinae y publicada por la ANC. Describió la flora de las regiones argentinas en una serie iniciada en 1879 con el Sertum patagonicum, al que siguió en 1881 Sertum saniuaninum. Abordó luego una descripción de la vegetación silvestre en general, de la cual la primera parte apareció en 1886 como Inconeset descriptiones plantarum; las láminas de la obra eran de su propia pluma.
Su talento le llevó a un cargo en la Academia Nacional de Ciencias y fue designado sustituto de Lorentz cuando este abandonó Argentina para afincarse en Paraguay. Para sus alumnos publicó una Revista del sistema natural de los vegetales y tradujo y anotó el Curso de Botánica de Karl Anton Eugen Prantl.

## Regreso a Alemania
En 1883 abandonó la Argentina y regresó a Alemania; se radicó en Breslau, en su región natal, y publicó estudios sobre las criptógamas y las algas. Suyos son varios capítulos de la obra de Prantl y Adolf Engler Die natürlichen Pflanzen familien, uno de los compendios de sistemática botánica más notables de su época.
En 1892, bajo la dirección de Engler, ocupó el cargo de curador del Museo Botánico de Berlín, encargándose de los helechos en particular. Al año siguiente comenzó a editar la revista Hedwigia, en la que publicó, además de sus trabajos sobre helechos, parte de sus investigaciones aún en curso sobre las asteráceas argentinas. Nunca acabó el examen de sus colecciones, que se perdieron en gran parte en los bombardeos de la II Guerra Mundial.
En 1920 un ataque de apoplejía lo dejó inválido, y falleció poco más tarde.
- La abreviatura «Hieron.» se emplea para indicar a Jorge Hieronymus como autoridad en la descripción y clasificación científica de los vegetales.[1]